# 李圆一
李圆一（1960年11月2日—2011年1月11日），是一位韩国策展人。

## 生平
1960年出生于韩国首尔，现任瑞士BSI策展人。1995年任Total美术馆主策展人，1996-2002年任Sung-Kok美术馆主策展人，2000年任第三届韩国光州双年展策划团队管理，2002任“媒体城市”汉城双年展艺术总监，2003任首尔市立美术馆主策展人，2004年任第五届光州双年展亚洲部分策展人，2006年任首尔双年展“媒体城市”艺术总监、同时担任2006上海双年展团队策展人之一，2010首届南京双年展策展人之一，注重于媒体美学与城市互动的探索。

## 展览
所策划及合作策划的重要展览包括：《2003亚洲城市网络》(2003，汉城)、《光州双年展亚洲-大洋州-韩国部分》(2004，光州)、《波兰洛兹双年展亚洲部分》(2004，波兰洛兹)、《肖像-风景》(2004，光州)、《电子高端》(2004，台北)、《DMC》(2004，首尔)、《电子园林》(2005，上海)、《上海COOL》”(2005，上海)、《艺术温跃层：亚洲新浪潮》(2007，德国ZKM)、《第四届布拉格双年展韩国部分——穿越空间：新韩国绘画中有趣的动力》(2009，布拉格)，首届南京双年展《书写》。